# ألبرت روبنسون (لاعب كرة قدم)
ألبرت روبنسون (بالإنجليزية: Albert Robinson)‏ هو لاعب كرة قدم بريطاني في مركز جناح ‏، ولد في 1 يونيو 1948 في تشستر في المملكة المتحدة، وتوفي بنفس المكان في يونيو 1995. لعب مع نادي تشستر سيتي.